# Jim Rygiel
Jim Rygiel (* 17. Februar 1955 in Kenosha, Wisconsin) ist ein US-amerikanischer VFX Supervisor, der für die Herr-der-Ringe-Trilogie insgesamt drei Oscars erhielt.

## Leben
Er ging auf die St. Joseph Catholic High School in Kenosha. Danach erwarb er an der University of Wisconsin–Milwaukee den Bachelor im Bereich bildende Kunst. Es folgte der Master im Bereich bildende Kunst, den er 1980 an der Otis Parsons School of Design abschloss (inzwischen umbenannt in Otis College of Art and Design). Nach seinem Abschluss arbeitete er ab 1980 bei Pacific Electric Pictures, einem der ersten Unternehmen, die sich mit Computeranimation für Werbung und den Filmmarkt beschäftigten.
1983 wechselte er zu Digital Productions, für die er 1984 als Senior technical manager am Film Starfight arbeitete. Nach einem Zwischenstationen bei Pacific Data Images und Metrolight wurde er 1989 gefragt, ob er eine Computeranimationsabteilung bei den Boss Film Studios aufbauen und leiten möchte. Bereits nach einem Jahr wuchs die Abteilung auf über 75 Animatoren und produzierte in den folgenden Jahren Filme wie Batmans Rückkehr, Last Action Hero und Starship Troopers. Nachdem die Firma 1997 schließen musste, arbeitete er an Filmen wie Star Trek: Der Aufstand, 102 Dalmatiner und The Fast and the Furious. In den Jahren 2001–2003 arbeitete er an der Herr-der-Ringe-Trilogie. Für alle drei Filme erhielt er jeweils den Oscar für Beste visuelle Effekte. Er ist Mitglied der Academy of Motion Picture Arts and Sciences sowie der Academy of Television Arts & Sciences und der British Academy of Film and Television Arts.

## Filmografie
- 1984: 2010: Das Jahr, in dem wir Kontakt aufnehmen (2010)
- 1984: Starfight (The Last Starfighter)
- 1990: Starfire (Solar Crisis)
- 1990: Ghost – Nachricht von Sam (Ghost)
- 1992: Der letzte Mohikaner (The Last of the Mohicans)
- 1992: Batmans Rückkehr (Batman Returns)
- 1992: Alien 3
- 1993: Last Action Hero
- 1993: Cliffhanger – Nur die Starken überleben (Cliffhanger)
- 1994: Der Scout (The Scout)
- 1995: Species
- 1995: Outbreak – Lautlose Killer (Outbreak)
- 1996: Vier lieben dich (Multiplicity)
- 1997: Starship Troopers
- 1998: Desperate Measures
- 1998: Ein Zwilling kommt selten allein (The Parent Trap)
- 1998: Star Trek: Der Aufstand (Star Trek: Insurrection)
- 1999: Anna und der König (Anna and the King)
- 2000: 102 Dalmatiner (102 Dalmatians)
- 2001: The Fast and the Furious
- 2001: Der Herr der Ringe: Die Gefährten (The Lord of the Rings: The Fellowship of the Ring)
- 2002: Der Herr der Ringe: Die zwei Türme (The Lord of the Rings: The Two Towers)
- 2003: Der Herr der Ringe: Die Rückkehr des Königs (The Lord of the Rings: The Return of the King)
- 2004: After the Sunset
- 2006: Nachts im Museum (Night at the Museum)
- 2006: Klick (Click)
- 2007: Fantastic Four: Rise of the Silver Surfer (4: Rise of the Silver Surfer)
- 2008: Der Tag, an dem die Erde stillstand (The Day the Earth Stood Still)
- 2008: Eagle Eye – Außer Kontrolle (Eagle Eye)
- 2010: Die Chroniken von Narnia: Die Reise auf der Morgenröte (The Chronicles of Narnia: The Voyage of the Dawn Treader)
- 2012: The Amazing Spider-Man